# المضيلف
مركز المضيلف، هي أصغر من محافظة، بتبع لها عدة قرى، وأغلب سكانها من قبيلة زبيد، التي هي فخذ من حرب. هي منطقة ساحلية تبعد عن البحر حوالي 10 كم وتبعد عن القنفذة حوالي 45 كم وتبعد عن منطقة مكة المكرمة حوالي 290كم وتمتاز بجوها الربيعي، وتلك الرمال الذهبية التي تسحر البال.